# Spirorbis gesae
Spirorbis gesae är en ringmaskart som beskrevs av Knight-Jones 1995. Spirorbis gesae ingår i släktet Spirorbis och familjen Serpulidae. Arten har ej påträffats i Sverige. Inga underarter finns listade i Catalogue of Life.